# Cachoeira do Campo
Cachoeira do Campo es un distrito de Ouro Preto, Minas Gerais, Brasil. Se encuentra en la latitud 20°20′46″ de longitud sur y 43°40′12″ O, a una altitud media de 1.039 metros. Es el distrito más grande de Ouro Preto, oficialmente establecido el 8 de abril de 1836, con una población de aproximadamente 10 millones de personas, situado en la carretera de los conspiradores (Rodovia dos Inconfidentes - BR 356) entre el centro de la ciudad (18 km) y Belo Horizonte (72 km). El clima es tropical, manteniendo un promedio de alrededor de 19 °C. Cachoeira do Campo es el distrito más grande de Ouro Preto; fue descubierto a mediados de 1674 a 1675, en el siglo XVII por los bandeirantes Fernão Dias Paes, buscadores de esmeraldas.
El pueblo tuvo su desarrollo inicial en 1700 cuando una hambruna azotó Villa Rica, actual Ouro Preto, provocando que un gran número de personas que vivían en esta región minera buscara otras zonas para producir alimentos.
El distrito vivió uno de los episodios más sangrientos y decisivos relacionados con los derechos de exploración de oro en la futura capitanía de Minas Gerais, conocido como guerra de los Emboabas, entre 1708 y 1709.
El término emboaba era peyorativo, dirigida a los extranjeros que trataban de controlar el área de las minas de oro. En Tupi, esta expresión fue usada originalmente por los pueblos indígenas refiriéndose a todo tipo de aves que tenía plumas en las patas. Con el tiempo, fue reinterpretado para referirse a los extranjeros con zapatos o botas que llegaron buscando los metales preciosos.
Después de la guerra Emboabas, en la Iglesia de Nuestra Señora de Nazaret (Nossa Senhora de Nazareth en portugués), Manuel Nunes Viana fue ungido como el primer gobernador electo por el pueblo de la historia de las Américas, quien encabezó a los Emboabas. En el siglo XIX, el distrito también sufrió las consecuencias de la disminución de oro en la región.
- Datos: Q61993345
- Multimedia: Cachoeira do Campo / Q61993345